# Uta stansburiana
Espèce
Synonymes
- Uta elegans Yarrow, 1882
- Uta martinensis Van Denburgh, 1905
- Uta stellata Van Denburgh, 1905
- Uta mannophora Dickerson, 1919
- Uta mannophorus Dickerson, 1919
- Uta concinna Dickerson, 1919
- Uta stejnegeri Schmidt, 1921
- Uta taylori Smith, 1935

Statut de conservation UICN

 LC  : Préoccupation mineure
Uta stansburiana, communément appelé lézard à flancs maculés, est une espèce de sauriens de la famille des Phrynosomatidae.

## Description

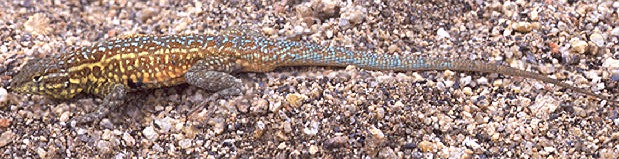
Sur ce lézard à flancs maculés, on voit distinctement la tache sombre sur le flanc. Les points bleus sur le dos montrent qu'il s'agit d'un mâle.

Ce petit lézard est globalement brun, avec des taches très variables. Certaines sous-espèces ont une double rangée de petites taches plus sombres disposées le long de son dos, qui converge en une rangée simple au niveau de la queue. Une tache sombre de plus grande taille est visible juste derrière les pattes antérieures, sur les flancs. Une ligne blanche étroite court du coin extérieur de chaque œil jusqu'aux épaules. Les mâles, notamment lors de la saison de reproduction, présentent des points bleus sur le dos.

## Écologie et comportement

### Comportement
Bien qu'actif tout au long de l'année dans les régions du Sud, il est toujours plus actif en été. Lors des périodes hivernales ou la nuit, il se cache dans un terrier peu profond qu'il aura creusé, ou sous un tronc mort, un bloc rocheux, ou un autre abri de ce genre.

### Reproduction

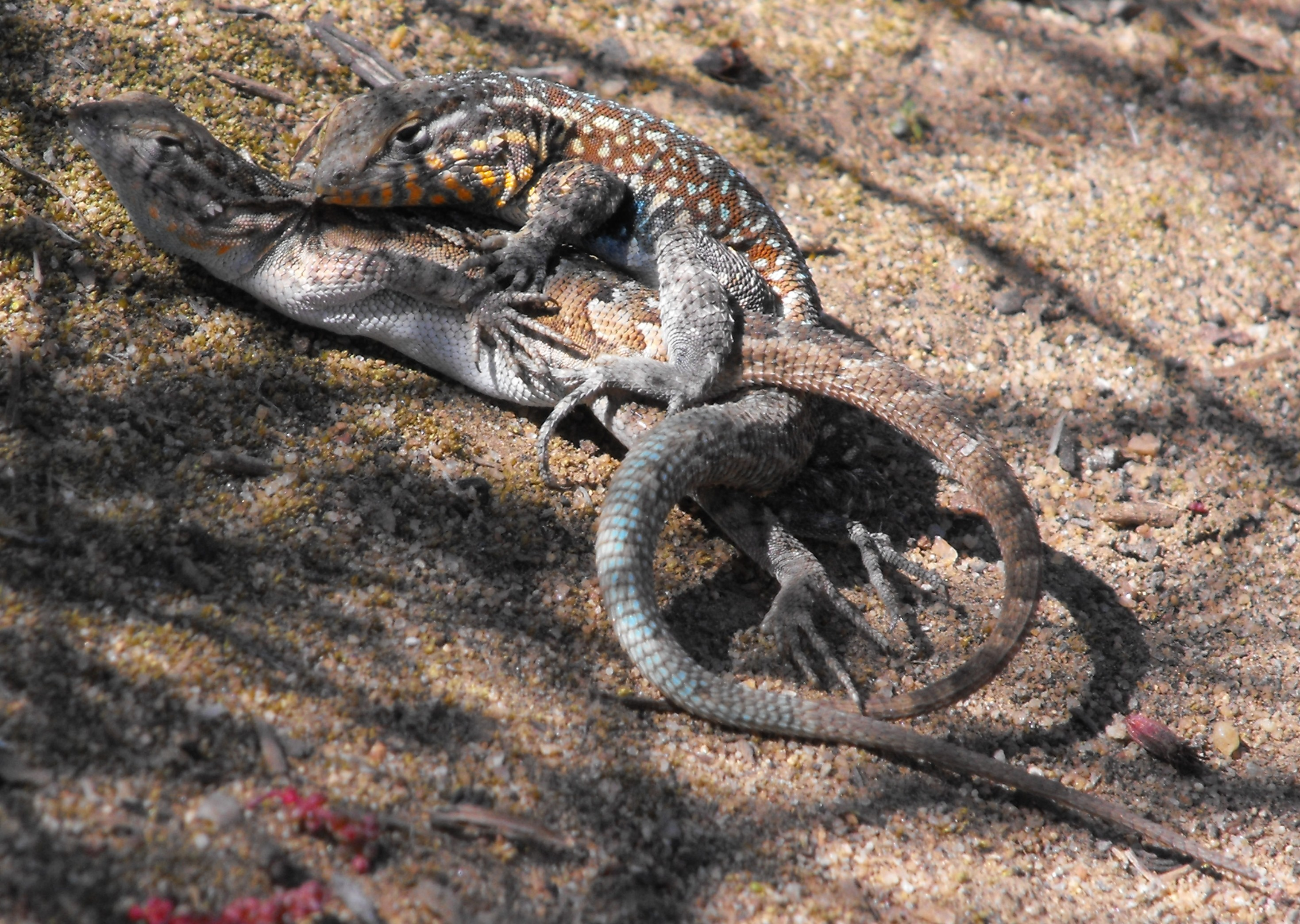
Accouplement dUta stansburiana.

La ponte a lieu de mars à août. Il peut y avoir, chez cette espèce, jusqu'à sept pontes par an. Chaque ponte peut comprendre jusqu'à huit œufs.

### Alimentation
Ce lézard est insectivore. Il serait capable de consommer 9 000 insectes par an.

### Prédateurs
Les principaux prédateurs de ce lézard sont les serpents et les oiseaux de proie, tels que les faucons, mais aussi les oiseaux du genre Geococcyx (géocoucous) et la Pie-grièche migratrice. C'est aussi la proie de mammifères du genre Mustela et des mouffettes.

## Habitat et répartition
Cette espèce se rencontre :
- aux États-Unis dans l'État de Washington, dans l'Oregon, en Californie, dans le Nevada, dans l'Utah, dans l'ouest du Colorado, dans l'Arizona, dans le Nouveau-Mexique et dans l'Ouest du Texas ;
- dans le nord du Mexique en Basse-Californie du Sud, en Basse-Californie, au Sonora, au Chihuahua, dans le nord-est du Durango et au Coahuila.

Il vit dans des zones arides ou semi-arides de broussailles, à une altitude variant entre le niveau de la mer et 2 750 m.

## Fossiles
Un individu fossile de cette espèce a été découvert sur le site de California Oaks en Californie, États-Unis. Il se situait dans des sédiments gréseux de l'époque Pléistocène, daté entre 1,5 et 0,3 million d'années.

## Taxinomie
La sous-espèce Uta stansburiana stejnegeri était auparavant classée comme espèce sous le nom de Uta stejnegeri.

### Étymologie
Cette espèce est nommée en l'honneur d'Howard Stansbury. Son nom vernaculaire de « lézard à flancs maculés » (side-blotched en anglais) fait référence aux taches noires présentes sur ses flancs.

### Liste des sous-espèces
Selon The Reptile Database (11 août 2013) :
- Uta stansburiana elegans Yarrow, 1882
- Uta stansburiana martinensis Van Denburgh, 1905
- Uta stansburiana nevadensis Ruthven, 1913
- Uta stansburiana stansburiana Baird & Girard, 1852
- Uta stansburiana stejnegeri Schmidt, 1921
- Uta stansburiana taylori Smith, 1935
- Uta stansburiana uniformis Pack & Tanner, 1970

### Conservation

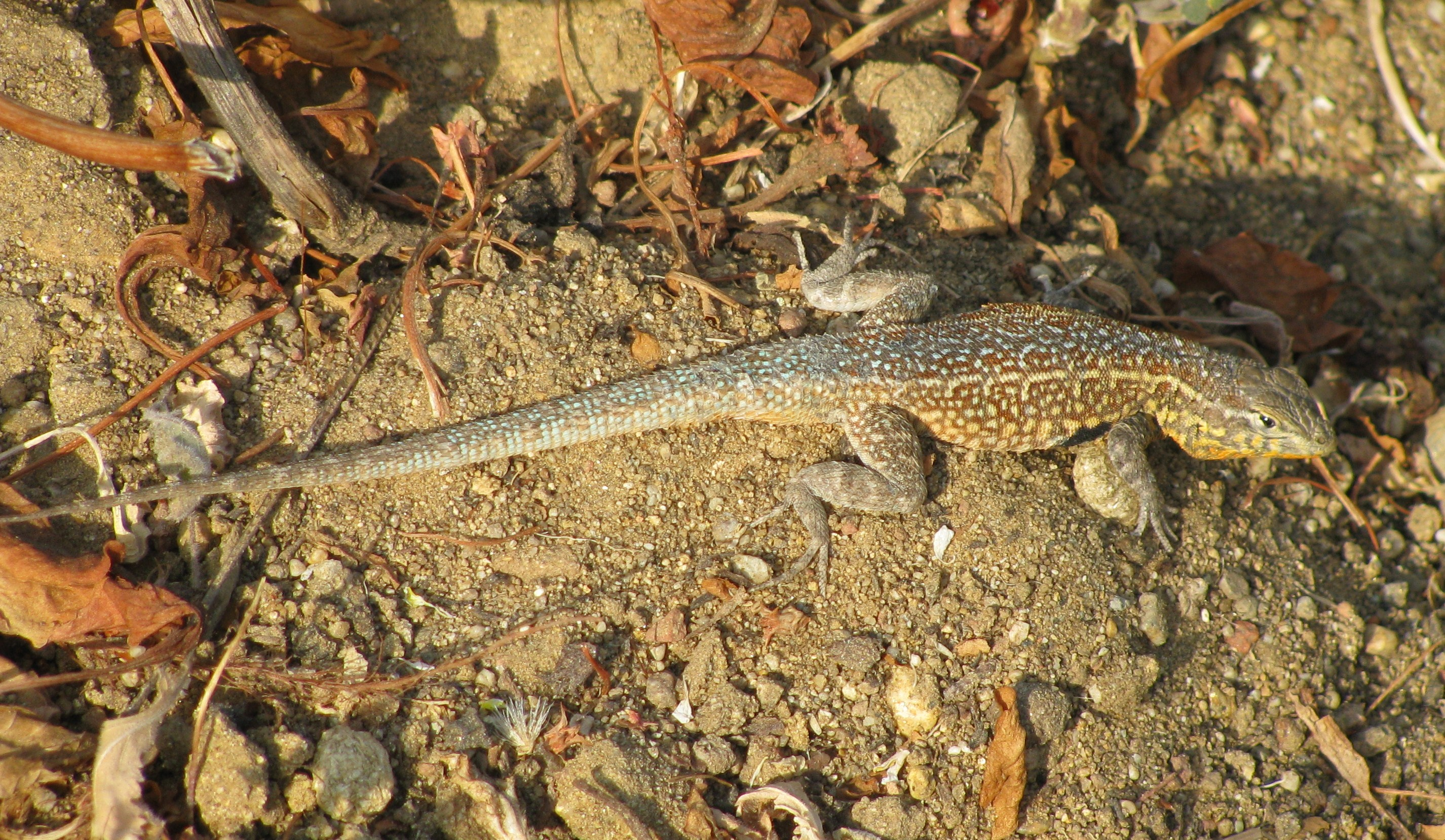
Uta stansburiana

La population totale de ce lézard est estimée à plus d'un million d'individus par l'IUCN qui, de fait, a placé l'espèce dans la catégorie LC (préoccupation mineure).

## Publications originales
- Baird & Girard, 1852 : Characteristics of some new reptiles in the museum of the Smithsonian Institution. Proceedings of the Academy of Natural Sciences of Philadelphia, vol. 6, p. 68-70 (texte intégral).
- Pack & Tanner, 1970 : A taxonomic comparison of Uta stansburiana of the Great Basin and the upper Colorado River basin in Utah, with a description of a new subspecies. Great Basin Naturalist, vol. 30, no 2, p. 71-90 (texte intégral).
- Ruthven, 1913 : Description of a new Uta from Nevada. Proceedings of the Biological Society of Washington, vol. 26, p. 27-29 (texte intégral).
- Schmidt, 1921 : A new name for a subspecies of Uta stansburiana Baird and Girard. American Museum Novitates, no 15, p. 1-2 (texte intégral).
- Smith, 1935 : Descriptions of new species of lizards from Mexico of the genus Uta, with notes on other Mexican species. University of Kansas science bulletin, vol. 22, no 7, p. 157-181 (texte intégral).
- Van Denburgh, 1905 : The reptiles and amphibians of the islands of the Pacific Coast of North America from the Farallons to Cape San Lucas and the Revilla Gigedos. Proceedings of the California Academy of Sciences, ser. 3, vol. 4, no 1, p. 1-40 (texte intégral).
- Yarrow, 1882 : Description of new species of reptiles and amphibians in the US National Museum. Proceedings of the United States National Museum, vol. 5, p. 438-443 (texte intégral).